# Pseudagrion gamblesi
Pseudagrion gamblesi là một loài chuồn chuồn kim thuộc họ Coenagrionidae. Nó được tìm thấy ở Angola, Botswana, Ethiopia, Kenya, Malawi, Nam Phi, Tanzania, Uganda, Zambia, Zimbabwe và có thể cả Burundi. Môi trường sống tự nhiên của chúng là các con sông và suối nhiệt đới hoặc cận nhiệt đới có lau sậy.